# 롱노즈 플라이어

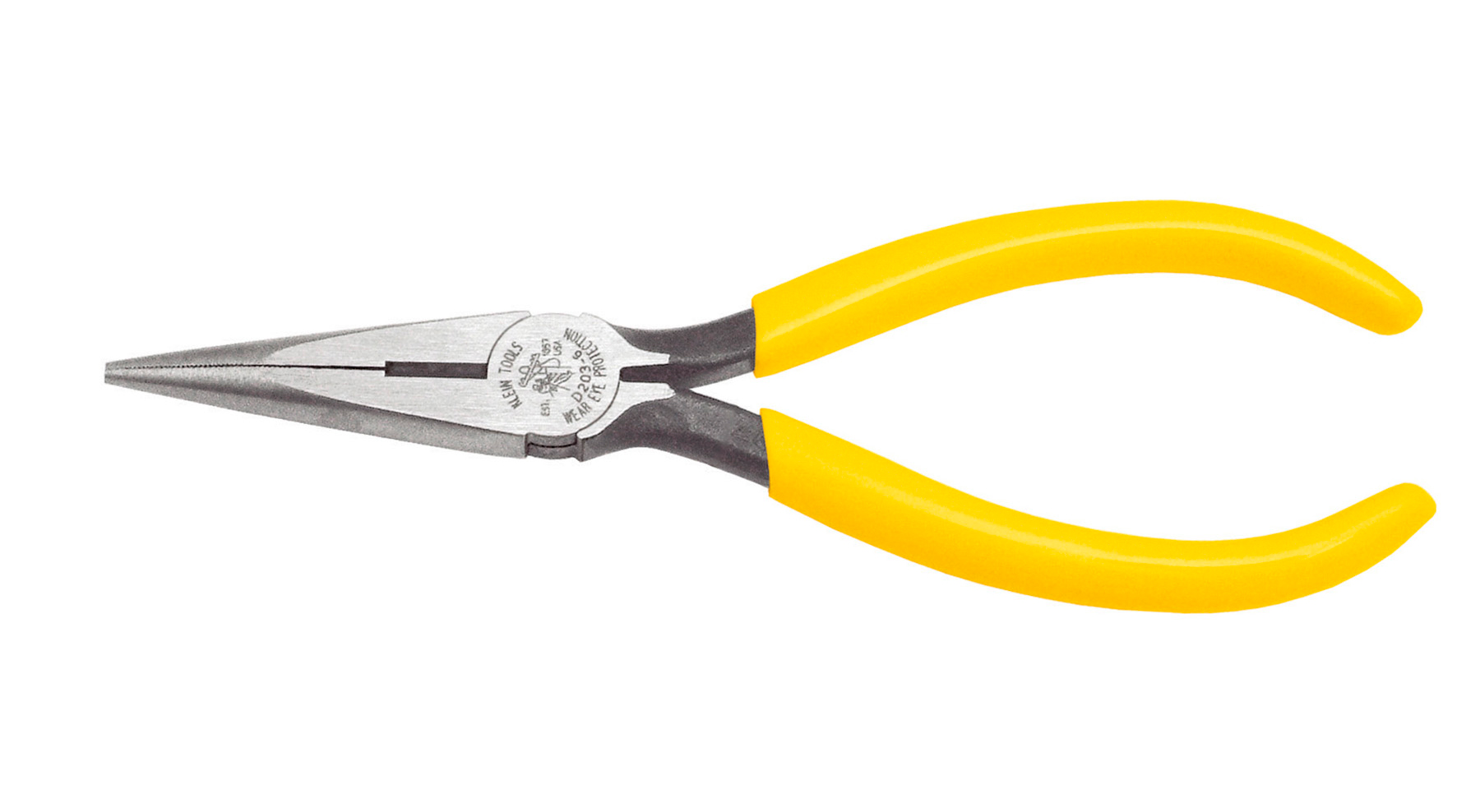
롱노즈 플라이어

롱노즈 플라이어(영어: long-nose pliers)는 플라이어의 일종이다. 구부리고, 당기고, 끼우는 등 여러 용도로 사용되는 공구로, 전자 기기의 배선 이나 작은 부품을 잡기 위해 끝이 가늘어져 있다. 긴 모양으로 케이블이나 손가락이나 다른 수단으로 닿을 수 없는 작은 영역에 잡기 위해 유용하다.